# Madonna della Carità del Letterato
Madonna della Carità del Letterato, även benämnd Santa Maria della Carità, var en kyrkobyggnad i Rom, helgad åt Jungfru Maria. Kyrkan var belägen vid dagens Via del Corso i Rione Colonna. 

## Kyrkans historia
Kyrkan uppfördes mellan 1593 och 1600 och överläts 1601 åt Collegio del Litterato, en välgörenhetsorganisation som i en intilliggande byggnad inrättade en internatskola för föräldralösa barn. Organisationen, som hade till uppgift att uppfostra och undervisa barn, hade grundats 1582 av Leonardo Ceruso (1551–1595), kallad ”il Letterato”, som var ridknekt hos påve Gregorius XIII. Kyrkan hade en enkel fasad med en våning med två pilastrar som bar upp ett triangulärt pediment.
Kyrkan revs 1694. På platsen står numera Palazzo Raggi, uppfört mellan 1730 och 1740.